# 三菱・eKスペース
eKスペース（イーケイ・スペース、eK SPACE）は、NMKVが開発、三菱自動車工業が製造・販売する軽スーパーハイトワゴンである。eKワゴン・クロスと同様、初代は設計から製造・生産まで一貫して三菱自動車工業が行っており、2代目は日産自動車が設計し、日産から製造を受託する形で生産している。

## 概要
2013年6月に発売された3代目eKに次ぐ、三菱自動車工業と日産自動車が共同出資するNMKVが開発を手掛ける車両の第2弾で、日産ではデイズルークスの車種名で販売される。
eKシリーズの原点である初代eKワゴンで掲げられていた"「いい軽（eK=excellent K-car）」を創ろう"に込めた思想はそのままに、今の時代に求められている「いい軽」を追求し、軽自動車市場の30%以上を占めるまでになったスーパーハイトワゴン（全高1,700mm以上で且つ、エンジンをボンネット内に配置したハイトワゴン）モデルとして誕生した。
デイズルークスにおけるルークスに相当する直接的な先代車種は存在しないが、ミニカトッポ→トッポBJ→トッポと、三菱単体でスーパーハイトワゴンを開発していた過去と車両型式（トッポ：H82A→eKスペース：B11A。eKワゴンは、2代目：H82W→3代目：B11W）を検討すると、最後のトッポが先代車種という事になる。

## 初代 B11A型（2014年 - 2020年）

### メカニズム
エンジンには3代目eKと同じく3B20型MIVECエンジン（「カスタムT」は同型のインタークーラーターボエンジン）をトランスミッションにはINVECS-III CVT（デイズルークスではエクストロニックCVTに相当）を搭載する。
さらに、NA車には約9km/h以下の段階から自動でエンジンを停止させ、ガソリンの消費を抑えるコーストストップ機能付「オートストップ&ゴー（AS&G）」を搭載。さらに、減速時のエネルギーを利用して高出力のオルタネーターを回転させて発電し、ニッケル水素電池に充電。充電した電力を電装品に供給することでガソリンの節約につなげる「アシストバッテリー」も搭載された。この「アシストバッテリー」は、パナソニックの「12V エネルギー回生システム」が採用されている。

### 年表
- 2013年10月3日 - 2014年初頭発売予定のスーパーハイトワゴンタイプの軽自動車について、「eKスペース」と命名することを発表し、標準タイプとスポーティモデルの「eKスペースカスタム」のエクステリアデザインを公開。併せて、第43回東京モーターショー2013に参考出品することも発表[1]。
- 2013年11月20日 - 東京モーターショーに参考出品[5]。
- 2013年12月20日 - 注文予約開始[6]。
- 2014年1月10日 - 東京オートサロンに、標準車ベースの『eKスペース U-tone style』、カスタムベースの『eKカスタム ROAR Complete Concept』を出品[7]。
- 2014年2月13日 - 公式発表。同日より販売開始[3]。月販目標は2,500台（デイズルークスは5,000台）。
- 2014年12月4日 - 新グレードとして、「E e-Assist」・「G e-Assist」・「カスタムG e-Assist」・「カスタムT e-Assist」を追加発売[8]。
  - 「e-Assist」は、約5km/h〜約30km/hの低速走行時にレーザーレーダーで前方の車両を検知し、衝突の危険がある時にはブザー音とメーター内の警告灯で注意喚起し、自動ブレーキで衝突の回避あるいは衝突被害の軽減を図る低車速域衝突被害軽減ブレーキシステム（FCM-City）、停車時から約10km/h以下の走行時にレーザーレーダーが前方約4m以内に障害物や車両が検知している状態で踏み間違いなどの操作ミスでアクセルペダルをすばやく強く踏み込んだ時にブザー音とメーター内の警告灯で注意喚起すると同時に、エンジン出力を抑制して発進を緩やかにすることで衝突被害の軽減を図る誤発進抑制機能の2点で構成されている。また、「E e-Assist」は「E」では未装備のアクティブスタビリティコントロール（ASC）も標準装備される。
- 2015年4月23日 - 一部改良[9]。
  - NA車はアイドリングストップ機能のコーストストップ領域を9km/hから13km/hに拡大。ターボ車は新たにアイドリングストップ機能を採用し、「G」と「カスタムG」の4WD車を除く全車で燃費を向上。NA・2WD車は「平成32年度燃費基準+10%」、NA・4WD車とターボ・2WD車は「平成32年度燃費基準」、ターボ・4WD車は「平成27年度燃費基準+10%」をそれぞれ達成した。
  - ボディカラーはカスタム専用色の「チタニウムグレーメタリック」を新たに設定するとともに、ルーフ・ドアミラーの色とボディカラーが異なる「2トーンスタイル」も新設（eKスペースはホワイトパールと組み合わせた「サクラピンクメタリック」と「ショコラブラウンパール」、eKスペースカスタムはブラックマイカと組み合わせた「レッドメタリック（「2トーンスタイル」専用色）」と「ホワイトパール」の各2色を設定）。併せて、eKスペースカスタムはフロントグリル、ヘッドライトアクセント、フォグランプベゼル、テールゲートガーニッシュをダーククロームメッキ化した「Urban tone style」も設定された。通常はメーカーオプション設定だが、「2トーンスタイル」を設定した場合はセット装備となる。その他、「G」にはカスタム同様の「ブラック内装」を選べるメーカーオプションも新たに設定された。この内装ではタコメーターも追加される。
- 2015年12月3日 - 特別仕様車「Style Edition」を発売[10]。
  - 「G」と「カスタムT」をベースに、共通で「e-Assist」を標準装備したほか、フロントウィンドシールドとフロントドア/フロントクォーターガラスにIR（赤外線）カット機能を追加し、2WD車はベース車ではメーカーオプション設定となっている寒冷地仕様を標準装備。さらに、「G Style Edition」にはリヤ両側ワンタッチ電動スライドドア（イージークローザー付）とベース車ではメーカーオプション設定の14インチアルミホイールを標準装備、「カスタムT Style Edition」はベース車ではメーカーオプション設定となっているマルチアラウンドモニター（バードアイビュー機能付）を標準装備したほか、メッキモールとピアノブラックの加飾を施した本革巻ステアリングホイールを採用し、ドアアームレストにメッキ調ラインモールをあしらった。
  - ボディカラーはモノトーン2色、2トーンスタイル3色の計5色を設定[注釈 2]。このうち、2トーンスタイルに関してはブルー系の本仕様車専用色が設定されており、「G Style Edition」には「ウォーターブルーメタリック/ホワイトパール」、「カスタムT Style Edition」には「ライトニングブルーマイカ[注釈 3]/ブラックマイカ」がそれぞれ設定される。
- 2016年4月20日 - 本車種含めたeKシリーズの燃費偽装を発表。当分の間、製造停止、販売停止、およびホームページが閉鎖される。
- 2016年6月21日 - 国土交通省による再確認結果を公表。燃費が再測定車種最大で16%乖離していたこと。反面、排ガス値や保安基準などは国の基準を満たしていたことが明らかになった。
  - 国交省は、三菱自動車に対し燃費の修正を指示。ekシリーズ全車種の型式指定の取り消しは行われないことになった[11][12]。指示を受けて、三菱自動車は燃費の修正を行った[13]。燃費の修正に伴い、燃費基準ラベルが変更となり、現行モデル（2015年4月一部改良モデル）では、2WD車はNA・ターボを問わず「平成27年度燃費基準+5%」達成、NA・4WD車は平成27年度燃費基準達成、ターボ・4WD車は平成27年度燃費基準未達成（燃費基準ラベルなし）となった。
- 2016年7月4日 - 注文受付及び生産・販売を順次再開[14]。
- 2016年12月21日 - マイナーチェンジ[15]。
  - グレード体系を変更し、標準モデルは「E」・「E e-Assist」を「M」・「M e-Assist」に、「G e-Assist」はマルチアラウンドモニター（バードアイビュー機能付）を標準装備し「G Safety Package」にそれぞれ改名するとともに、ターボ車の「T Safety Package」を追加。カスタムは「G」・「T」を廃止し、マルチアラウンドモニター（バードアイビュー機能付）、オートマチックハイビーム、オートライトコントロールを標準装備した「G Safety Package」、「T Safety Package」を新設した。
  - 外観はフロントデザインを一新。標準モデルはフロントバンパーは柔らかな面構成となり、フード先端の左右ヘッドランプの間に1本のメッキモールを配し、上下に分割したフロントグリルのアッパーグリルにメッキリングをあしらった。カスタムモデルはフロントデザインコンセプト「ダイナミックシールド」を採用した。ボディカラーの入れ替えが行われ、標準モデルはモノトーン色は「サクラピンクメタリック」を「コーラルピンクマイカ」に入れ替え、「パープリッシュネイビーパール(オプションカラー)」をカスタム専用色(デイズルークスは標準モデルにも継続設定)に移行する替わりに、「ポピーレッドメタリック」、「ウォーターブルーメタリック」の3色を追加して8色に拡大。2トーンカラーは「サクラピンクメタリック/ホワイトパール」を「コーラルピンクマイカ/ホワイトパール」に入れ替え、2015年12月発売の「G Style Edition」専用色だった「ウォーターブルーメタリック/ホワイトパール」を追加して3色に。カスタムは2015年12月発売の「カスタムT Style Edition」専用色だった「ライトニングブルーマイカ/ブラックマイカ」を追加して3色となった。
  - ターボ車はアイドリングストップ機能「オートストップ&ゴー」に時速13km以下になるとエンジンを停止してガソリンの消費量を抑えるコーストストップ機能を追加した。
  - 機能面では「M」系グレードを除く全車に装備されているリアサーキュレーターに「ナノイー」放出機能を追加し、シート生地にはセーレンが開発したセラミックスが臭いを瞬時に吸着して金属イオンの働きで臭い成分を分解する「イノドールクイック瞬感消臭」を採用した消臭機能を追加。さらに、クリーンエアフィルタープラスも追加したほか、天井裏側全面にフェルトを追加した。全車にはフロントウィンドシールド、フロントドア、フロントクォーターガラスにIRカット機能を追加し、ターボ車にはクルーズコントロールも標準装備した。
- 2017年10月6日 - 一部改良、並びに特別仕様車「カスタムT Safety PLUS Edition」を発売[16]。
  - ASCをこれまで唯一非装備だった「M」にも拡大して標準装備した。
  - 特別仕様車は「カスタムT Safety Package」をベースに、ステアリングオーディオリモコンスイッチ、リアスピーカー、ツイーターの3点を特別装備。また、購入特典として、特別仕様車専用ワイド2DINナビゲーション（ハイスペックモデル）が贈呈される。
- 2018年5月28日 - 一部改良（eKワゴン/カスタムと同時）、同日より販売開始[17]。
  - 「e-Assist」が改良。従来の「FCM-City」はレーザーレーダーに代わりフロントカメラ化され、対車両の作動車速域の拡大と対歩行者検知に対応し衝突被害軽減ブレーキ（FCM）に、誤発進抑制機能はセンサーをレーザーレーダーに代わりフロントカメラとソナー（前後4ヶ所に設置）となったことで障害物へは後退時にも作動するとともに、軽自動車で初となる前進時の対歩行者検知機能が追加、同時に出力制御に加えてブレーキ作動も加わり「踏み間違い衝突防止アシスト」にそれぞれ強化され、2点共に全車標準装備となった。併せて、車線逸脱警報システム（LDW）がカスタム全車に標準装備され、オートマチックハイビームは「カスタムG e-Assist」と「カスタムT e-Assist」にも標準装備された。
  - ボディカラーも一部変更され、モノトーンは茶系（オプションカラー）の「ショコラブラウンパール」を「オークブラウンメタリック」に入れ替えスペース専用色に、銀系の「クールシルバーメタリック」を「スターリングシルバーメタリック」に入れ替え、従来はカスタムに2トーンカラー専用色として設定されていた「レッドメタリック」を共通カラーとして追加された。2トーンカラーはスペースは「ホワイトソリッド」との組み合わせとなり、「ウォーターブルーメタリック」を廃止（モノトーン専用色に移行）する替わりに、新たに2トーン専用色の「オリーブグリーンメタリック」を追加。スペースカスタムは「チタニウムグレーメタリック」を追加し、4色展開となった。
  - また、eKカスタムに設定されている特別仕様車「ACTIVE GEAR」がeKスペースにも設定された。eKスペースの「ACTIVE GEAR」では、フロントグリルのラインやドアミラー、ステアリングホイールのステッチをオレンジ色に変更し、エクステリアの要所にデカールを装着。センターパネルには「ACTIVE GEAR」専用デカールとオレンジのワンポイントデザインを配し、テールゲートガーニッシュはブラックに変更された。ボディカラーはモノトーンは「ブラックマイカ」のみ、2トーンはブラックマイカと組み合わせた「ホワイトパール（オプションカラー）」と「チタニウムグレーメタリック」の2色の計3色を設定した。さらに、特別仕様車「PLUS Edition」は新たに「G Safety PLUS Edition」が追加設定された。
  - グレード体系が一部変更となり、「M」と「G」は「M e-Assist」と「G Safety Package」に統合される形で廃止され、「M e-Assist」にはFCMと「踏み間違い衝突防止アシスト」のレスオプションが設定された。

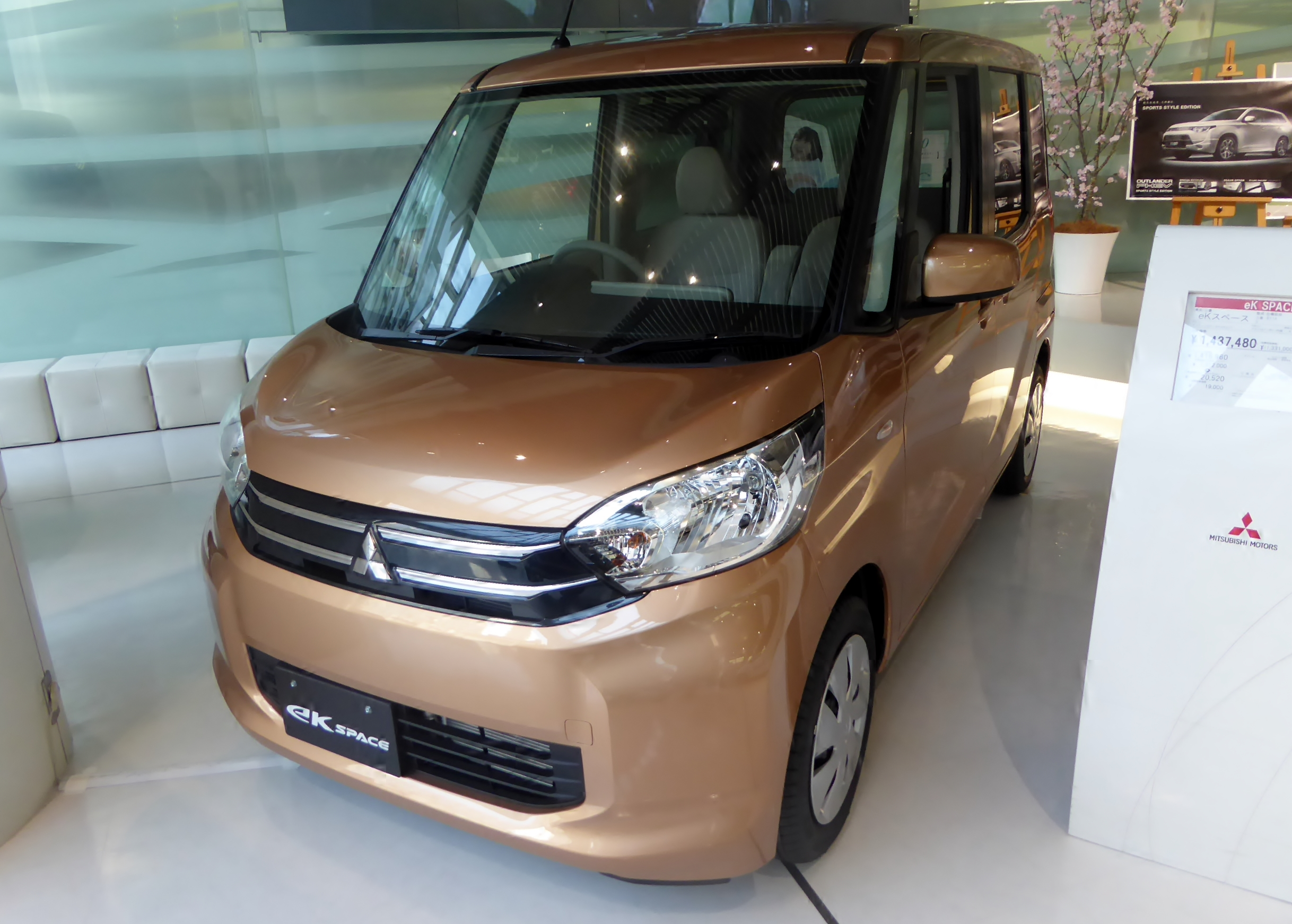
2014年2月販売型 eKスペース G e-ASSIST
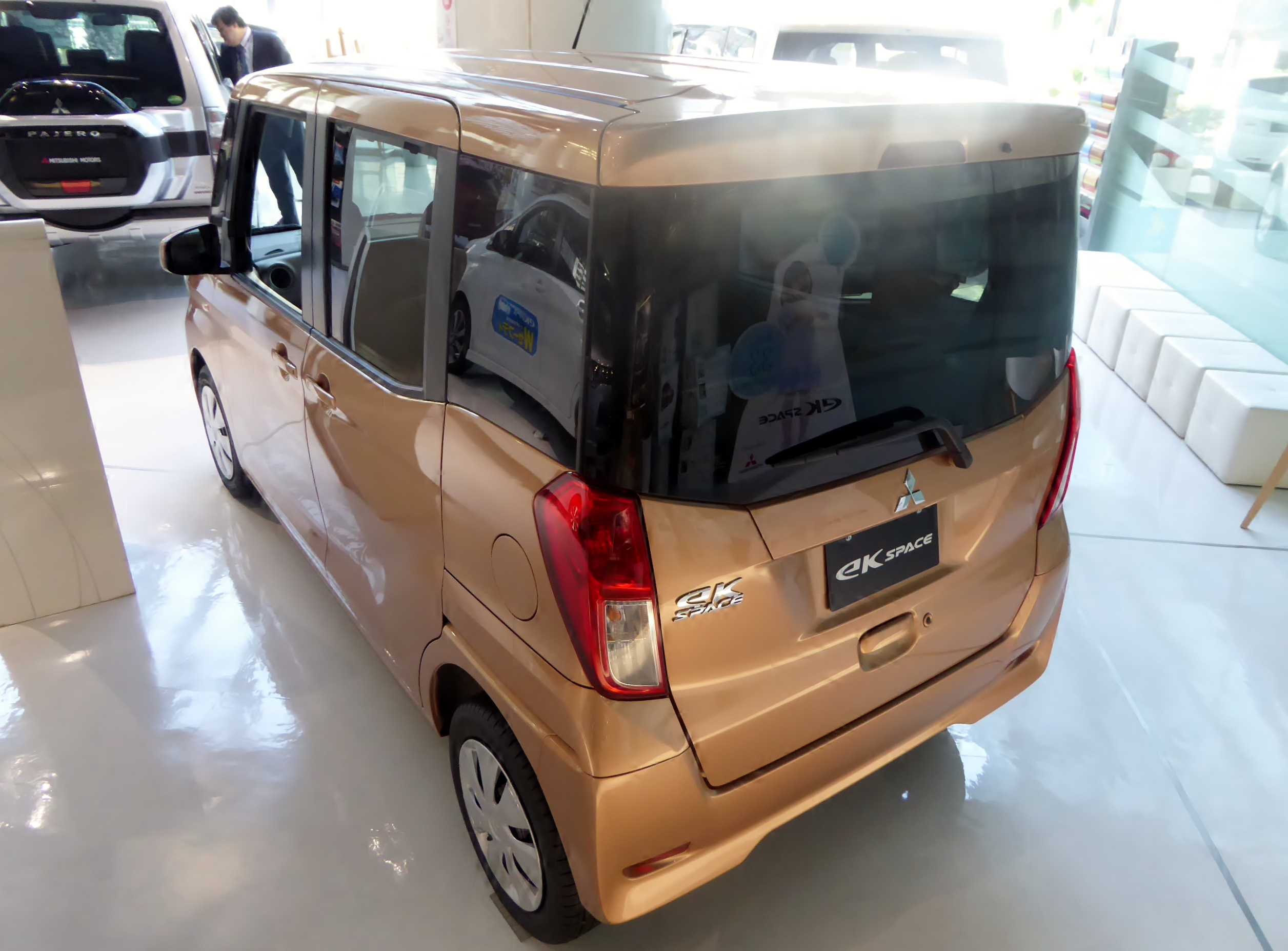
2014年2月販売型 eKスペース G e-ASSIST リヤ
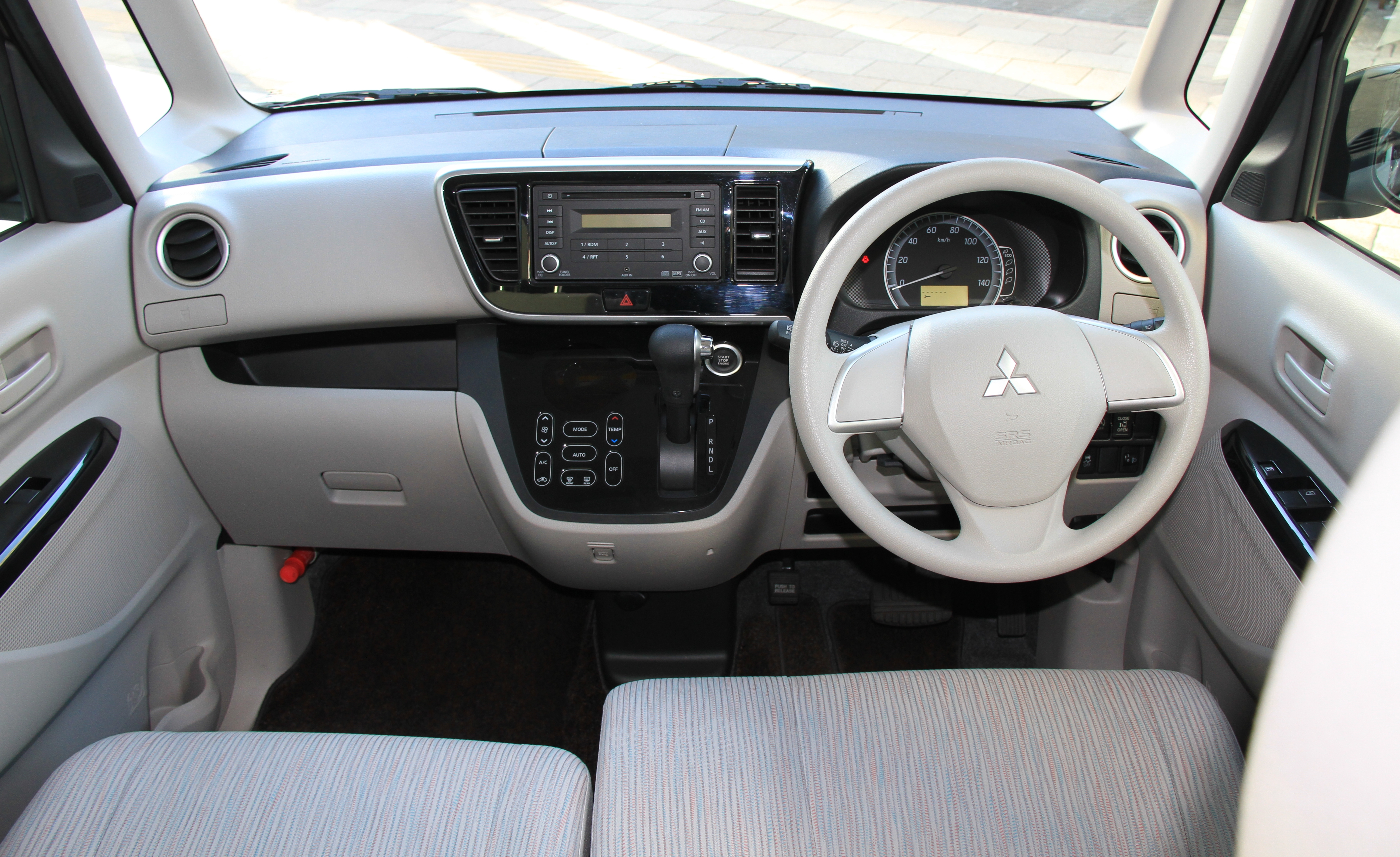
2014年2月販売型 G 室内

#### eKスペース カスタム
| 2016年12月改良型 eKスペース カスタム T Safety Package |  | 2016年12月改良型 eKスペース カスタム T Safety Package |
| 2016年12月改良型 eKスペース カスタム T Safety Package |  |                                                       |

3代目eK・デイズと同様に設定された、カスタムグレードである。
フロントデザインはデリカD:5を彷彿させる大型のクロムメッキグリル、ディスチャージランプとヘッドランプの形に沿ったLEDポジションランプを組み込んだ精悍な印象としたほか、バンパーを大型化し、サイドエアダムやリアスポイラーを装備したことで力強さと安定感のあるデザインとしている。内装色はブラックをベースとし、シート生地には縦柄のスウェード調ファブリックを採用している。
2016年12月改良型では、クロスオーバーSUVであるアウトランダーの2代目・2015年6月改良型モデルやeKカスタムの2015年10月改良型モデルに順次採用されているフロントデザインコンセプト「ダイナミックシールド」を採用し、アッパーグリル上下にメッキモール、アッパーグリル中央に1本のメッキバーをそれぞれ配し、大型ロアグリルにはアッパーグリルと同じモチーフのメッキバーを4段構成で配した。LEDヘッドライトを多眼タイプのデザインに変え、ポジションランプをフローティングしたクリスタルガラスのような質感を表現した。ターボ車の「T」系は15インチアルミホイールをダークグレー塗装と光輝切削処理を施した新デザインに変更した。
ボディカラーはモノトーンが6色（うち3色はオプションカラー）が設定され、このうち、チタニウムグレーメタリックとパープリッシュネイビーパールはカスタム専用色となる。2トーン色はブラックマイカとの組み合わせが4色設定される。

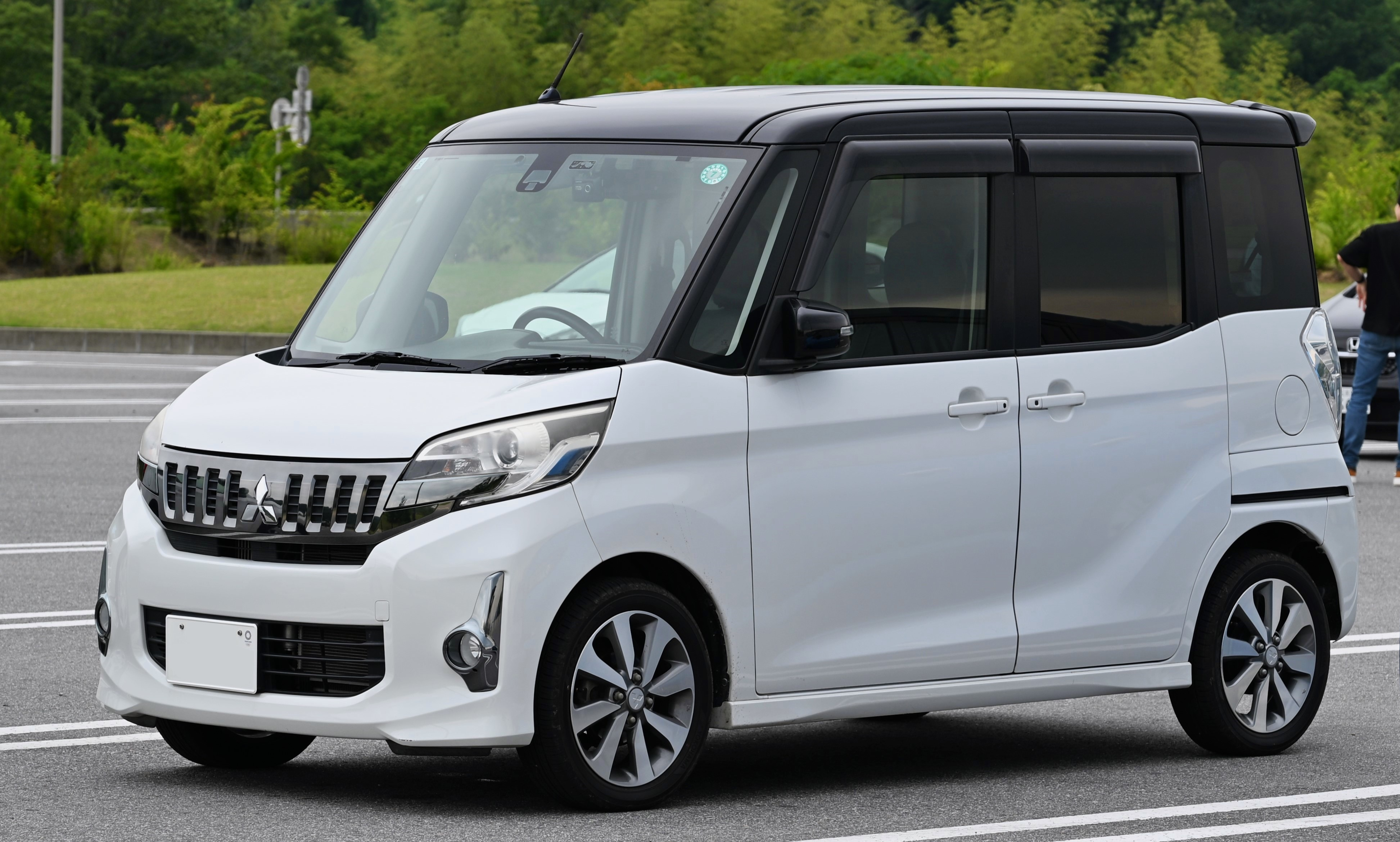
2014年2月販売型 カスタム T フロント
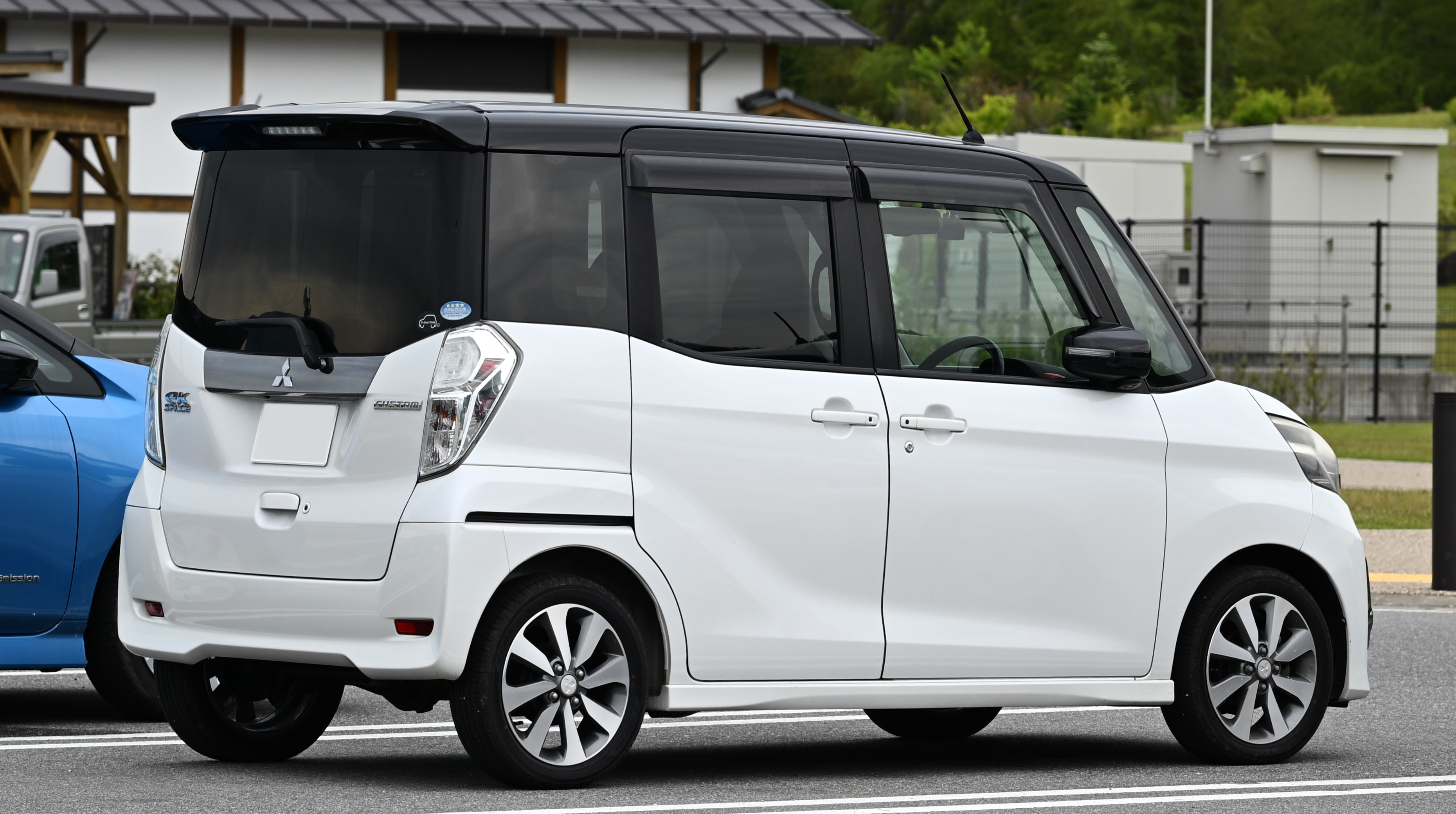
2014年2月販売型 カスタム T リヤ

#### デイズルークスとの違いについて
3代目eKと日産・デイズと同様に、日産が販売するデイズルークスとはグレード体系・外装・装備内容等が大きく異なる。
グレード体系は、2018年5月時点で、標準モデルは「M e-Assist」・「G Safety Package」・「T Safety Package」の3グレード、カスタムは「G e-Assist」・「G Safety Package」・「T e-Assist」・「T Safety Package」の4グレードの計7グレードが設定される。
また、装備内容に関しても細かな違いがある（以下は2018年5月改良モデルでの内容となる）。
- マルチアラウンドモニター（バードアイビュー機能付）とルームミラー（自動防眩機能付）は「G Safety Package」・「T Safety Package」・「カスタムG Safety Package」・「カスタムT Safety Package」に標準装備（デイズルークスでは、マルチアラウンドモニター（バードアイビュー機能付）はアラウンドビューモニターに置き換わる。アラウンドビューモニターと自動防眩機能付ルームミラーは「S」を除く全車に標準装備）
- 全車にIRカット/UVカットガラス（フロントウインドシールド）、IRカット/99%UVカットガラス（フロントドア・フロントクォーター）、助手席シートバックテーブル（コンビニフック付）を標準装備（デイズルークスは「S」において、フロントガラスがスーパーUVカットグリーンガラスに、フロントドア・フロントクォーターガラスがUVカット断熱グリーンガラスにそれぞれグレードダウンされ、助手席シートバックテーブル（コンビニフック付）が非装備となる）
- 全車にフロント2スピーカーを標準装備し、カスタムはリアスピーカー+ツイーター+ステアリングスイッチをメーカーオプション設定の他、全車にてステアリングスイッチなしのリアスピーカー+ツイーターのディーラーオプション装着可能（デイズルークスは「ハイウェイスターX Gパッケージ」と「ハイウェイスターGターボ」において、ステアリングスイッチと6スピーカーを標準装備）
- eKスペースの標準モデルは内装色でアイボリーまたはブラック（他の装備とのオプション設定）から選択可能であるが、カスタムはブラック内装のみの設定である（デイズルークスは標準モデルではアイボリー内装のみだが、ハイウェイスターではエボニー内装に加え、オプションでブラウン内装の「プレミアムグラデーションインテリア」の設定がある）
- リア両側ワンタッチ電動スライドドアはカスタムのターボ車のみ標準装備（デイズルークスは「ハイウェイスターGターボ」に加え、「ハイウェイスターX Gパッケージ」にも標準装備[注釈 4]）
- アルミホイールは「T Safety Package」とカスタム全車は標準装備、「G Safety Package」はメーカーオプションにより装備可能（デイズルークスではハイウェイスターのみ標準装備、標準モデルはディーラーオプションでの装着以外不可）

前述のとおり、ボディカラーは10色（うち、eKスペース専用色4色、eKスペースカスタム専用色2色、共通オプションカラー1色）を用意するが、デイズルークス（14色）に比べて4色少なくなっている。一方で、デイズルークスでは設定されていない「オークブラウンメタリック」がeKスペース専用色として設定されている。また、チタニウムグレーメタリック、スターリングシルバーメタリック、ホワイトパール（オプションカラー）を除いて、カラーラインナップはデイズルークスと同一ながら、名称が異なる。
2トーンカラーについては、eKスペースカスタム専用色である「レッドメタリック/ブラックマイカ」、「ホワイトパール/ブラックマイカ」、「ライトニングブルーマイカ/ブラックマイカ」の3色以外はデイズルークスには設定されない、本車種の専用色となる。なお、デイズルークスに設定されている3トーンカラーはeKスペースでは設定されない。

## 2代目・B34A/B35A/B37A/B38A型（2020年 - ）

### メカニズム
エンジンは4代目eKワゴンやeKクロスに採用されているBR06型に換装され、初代モデル同様に採用されているアイドリングストップシステム「オートストップ&ゴー（AS&G、コーストストップ機構付）」に加え、加速時にモーターでエンジンをアシストするマイルドハイブリッドシステムが新たに搭載された。

### 安全性
初代モデルで2014年12月より導入されている予防安全技術「e-Assist」は機能強化され、ミリ波レーダーによって2台前を走行する車両をモニタリングし、急な減速など自車では見えない状況変化を検知し、減速が必要と判断された場合には警報ブザーとインフォメーション画面でドライバーに注意喚起を促す前方衝突予測警報（PFCW）、走行中にドライバーのハンドル操作から注意力が低下していると判断された場合にインフォメーション画面表示と警報ブザーでドライバーに休憩を促すふらつき警報（DAA）、車両進入禁止・最高速度・一時停止の3つの標識を検知してインフォメーション画面に表示するとともに、車両進入禁止標識の場合には警報ブザーも鳴らすことでドライバーに注意を促して標識の見逃しを予防する標識検知（TSR）、信号待ちなどで停車中に先行車が発進しても自車が停止を続けた場合に警報ブザーとインフォメーション画面表示でドラバーに先行車の発進を通知する先行車発進通知（LCDN）の4つが追加された。
eKクロスにも採用されているアダプティブクルーズコントロール（ACC）と車線維持支援機構（LKA）で構成された高速道路同一車線運転支援技術「マイパイロット（MI-PILOT）」を導入（一部グレードにメーカーオプション設定）。2代目eKスペースではミリ波レーダーの追加によって性能が向上された改良型が採用されており、追い越しの際にウインカーを出すと設定速度内で加速してスムーズな追い越しのアシストを行うほか、ワイパー作動時の機能向上やエンジンオフ時でも前回設定した車間の保持が可能になった。
ヘッドライトの点け忘れ防止のため、ライトのスイッチからOFFポジションが廃止され、周囲の明るさに合わせて自動で点灯・消灯するオートライトコントロールが常時作動するようになった。

### 年表
- 2019年10月3日 - 三菱自動車が、第46回東京モーターショー2019にて新型軽コンセプトカー「SUPER HEIGHT K-WGN CONCEPT（スーパーハイト軽ワゴンコンセプト）」を世界初披露することを発表。助手席側サイドのシルエット画像も公開された[18]。
- 2019年10月23日 - 第46回東京モーターショー2019にて「SUPER HEIGHT K-WGN CONCEPT」が世界初披露。概要も公開された[19]。
- 2019年12月24日 - 東京オートサロン2020にて新型軽スーパーハイトワゴン2台を参考出品することが発表された[20]。
- 2020年1月10日 - この日より東京オートサロン2020に参考出品されている新型軽スーパーハイトワゴン2台について、第46回東京モーターショー2019では「SUPER HEIGHT K-WGN CONCEPT」として出品していたクロスオーバーモデルの車名をeKクロスのスーパーハイトワゴン仕様として「eKクロス スペース」とし、標準モデルは初代の「eKスペース」の車名を踏襲し、2代目としてフルモデルチェンジすることとなった。今春の発売予定がアナウンスされた[21]。
- 2020年2月6日 - eKスペースのフルモデルチェンジ及びeKクロス スペースを正式発表（3月19日発売）[22]。
  - エクステリアはフロントグリルをNA車はボディ同色、ターボ車はブラックとした。インテリアは内装色をライトウォームグレー基調とした。
  - ホイールベースは初代モデルから65mm延長され、リアシートのスライド量を約320mmに拡大。後席足元の空間が大幅に広がったことで、前席を一番後ろに下げた状態でも余裕を持って座れるほどの空間が確保された。一部グレードにはメーカーセットオプションにて前後席間のウォークスルーを可能にする前席セパレートシートが設定される。後席での快適性向上のため、室内の空気を循環させるリアサーキュレーター（プラズマクラスター付）が標準装備され、両手がふさがっている状態でもキックセンサーでドア開閉が可能なハンズフリーオートスライドドア（助手席側は標準装備、運転席側はメーカーオプション設定）も採用された。ラゲッジルームは床面長が拡大され、後席スライドを再前端にした状態なら48Lのスーツケースを4つ積載可能な容量を実現している。
  - 環境性能ではWLTCモード走行による排出ガス並びに燃料消費率（燃料消費率はJC08モード走行時も併記）に対応し、NA車は「平成30年排出ガス基準50%低減レベル（☆☆☆☆）」、ターボ車は「同25%低減レベル（☆☆☆）」認定をそれぞれ取得。また、ハイブリッドシステムの搭載によりJC08モード走行時の燃料消費率が向上され、NA・2WD車は「2020年度燃費基準+10%」達成、ターボ・2WD車は2020年度燃費基準達成[23]となった。
  - グレード体系は初代モデルから踏襲されるものの、安全装備が標準装備されていることもあり、「M」・「G」・「T」にそれぞれ改名された。
  - ボディカラーはモノトーンは初代モデルからオークブラウンメタリック、レッドメタリック、スターリングシルバーメタリック、ホワイトパール、ブラックマイカの5色が踏襲され、新色のナチュラルアイボリーメタリックを追加した6色展開に、2トーンは初代からコーラルピンクメタリック×ホワイトソリッドが踏襲され、新色のホワイトパール×オークブラウンメタリックとミントブルーメタリック×ホワイトソリッドを追加して3種展開となった。
  - なお、eKクロス スペースの発売に伴い、初代に設定されていたeKスペース カスタムは廃止された。
- 2020年3月19日 - eKクロス スペースと共に発売開始。発売前日の3月18日までのeKクロス スペースと合わせた受注台数は約5,000台だったことが発表された[24]。
- 2020年9月17日 - 福祉車「ハーティラン」シリーズの新ラインナップとして、「助手席ムービングシート仕様車」が発売された[25]。
  - グレード体系は、NA車の「G」とターボ車の「T」の2グレードが設定され、「G」には4WD車も設定される。
  - 助手席が電動で回転、車外へスライドダウンさせて車いすの座面とほぼ同じ高さにつくことが可能である。着座姿勢を支える胸部固定ベルトや組み込み式アームレスト・フットレストが追加され、スライドダウン操作を手元で行うためのリモコンスイッチや、ラゲッジスペースに車いす固定用ゴムネットが装備される。また、ベース車ではメーカーオプション設定となっている「快適安全パッケージ」（デジタルルームミラー（マルチアラウンドモニター表示機能付）、マルチアラウンドモニター（移動物検知機能付）、ドアミラーサイドターンランプ(LED)）や運転席側ハンズフリーオートスライドドアは「G」の4WD車と「T」に標準装備されるほか、前席がセパレートシートとなる関係で、助手席シートバックテーブル（コンビニエントフック付）、助手席シートアンダートレイ（車検証入れ付）、センターアームレスト、充電用USBポート（助手席シートバック）が非装備化される。
- 2020年10月1日 - eKクロス スペースや日産・ルークス（3代目）と共に2020年度グッドデザイン賞を受賞[26]。
- 2020年12月7日 - eKクロス スペースや日産・ルークス（3代目）と共に、「日本カー・オブ・ザ・イヤー」で「K CAR オブ・ザ・イヤー」を受賞。同賞は2020年（2020-2021）から新たに創設された部門賞の一つで、総合的に優れた軽自動車を選出するもの。三菱車では2019年（2019-2020）のeKクロス/4代目eKワゴンで受賞した「スモールモビリティ部門賞」に続き、2年連続で軽自動車を対象とした部門賞を受賞した[27]。
- 2020年12月24日 - 一部改良[28]。メーカーオプションの設定が見直された。
- 2021年12月3日 - 安全上の問題についての確認により生産・出荷並びに登録を一時停止（兄弟車のルークスも同様に一時停止）。
- 2022年2月11日 - 原因の特定と対策の確定を受け、生産・出荷を再開。2020年12月以降に生産された車両を対象に近日中にリコールの届出が行われる（兄弟車のルークスも同日に生産・出荷を再開）[29]。
- 2022年9月8日 - 一部改良[30]。ボディカラー展開が見直され、モノトーンのオークブラウンメタリック（有料色）を廃止する替わりに、従来はホワイトソリッドとの2トーン専用色で、eKワゴンにも設定されているミントブルーメタリックを追加。燃料消費率が向上された。また、「T」は従来メーカーオプション設定だった運転席側電動スライドドア（ハンズフリーオートスライドドア）が標準装備化された。
- 2023年4月6日 - 一部改良を発表（5月25日発売）[31]。同時にeKクロス スペースがデリカミニに改称。
  - フロントフェイスが刷新され、グリルが高輝度ブラック塗装とメッキ加飾を組み合わせたデザインとなり、バンパーは縦型モチーフのスリットが入れられた。ヘッドライトは全車LEDプロジェクタータイプとなり、14インチホイールカバーは3本スポークイメージの新デザインとなった。ボディカラーはモノトーンはミントブルーメタリックを廃止する替わりに、ミストブルーメタリックと新色のアッシュグリーンメタリックを追加して7色に拡充。2トーンはミントブルーメタリック/ホワイトソリッドを廃止し、ホワイトパール/オークブラウンメタリックはホワイトパール/ブラックマイカに差し替え、新色のナチュラルアイボリーメタリック/ブラックマイカを追加して4色にそれぞれ拡充された。
  - 内装はシート生地のパターンを変え、色はグレーとベージュの中間色であるグレージュに変更した。
  - 装備面ではリアビューモニター付ルームミラーを全車標準装備し、プリテンショナー機構（正面衝突などで車両前方から強い衝撃を受けたときに、装着したシートベルトを瞬時に巻き取って乗員の拘束性能を高める機構）付きシートベルトを後部座席にも拡大した。
  - グレード体系は既存グレードを「G」、「M」の2グレードとなり、ターボエンジン搭載モデルの「T」が廃止されたためNA車のみのラインナップとなった。
- 2024年6月20日 - デリカミニと共に一部改良[32]。
  - 自動車のコネクティッド化によるサイバー攻撃のリスク増加にあわせ、サイバーセキュリティに関わるプログラム変更が実施され、最新の法規に適合させた。
  - ボディカラーの設定も変更され、2トーン（有料色）のコーラルピンクメタリック/ホワイトソリッドを新色のライラックピンクメタリック/ホワイトソリッドに入れ替えた。

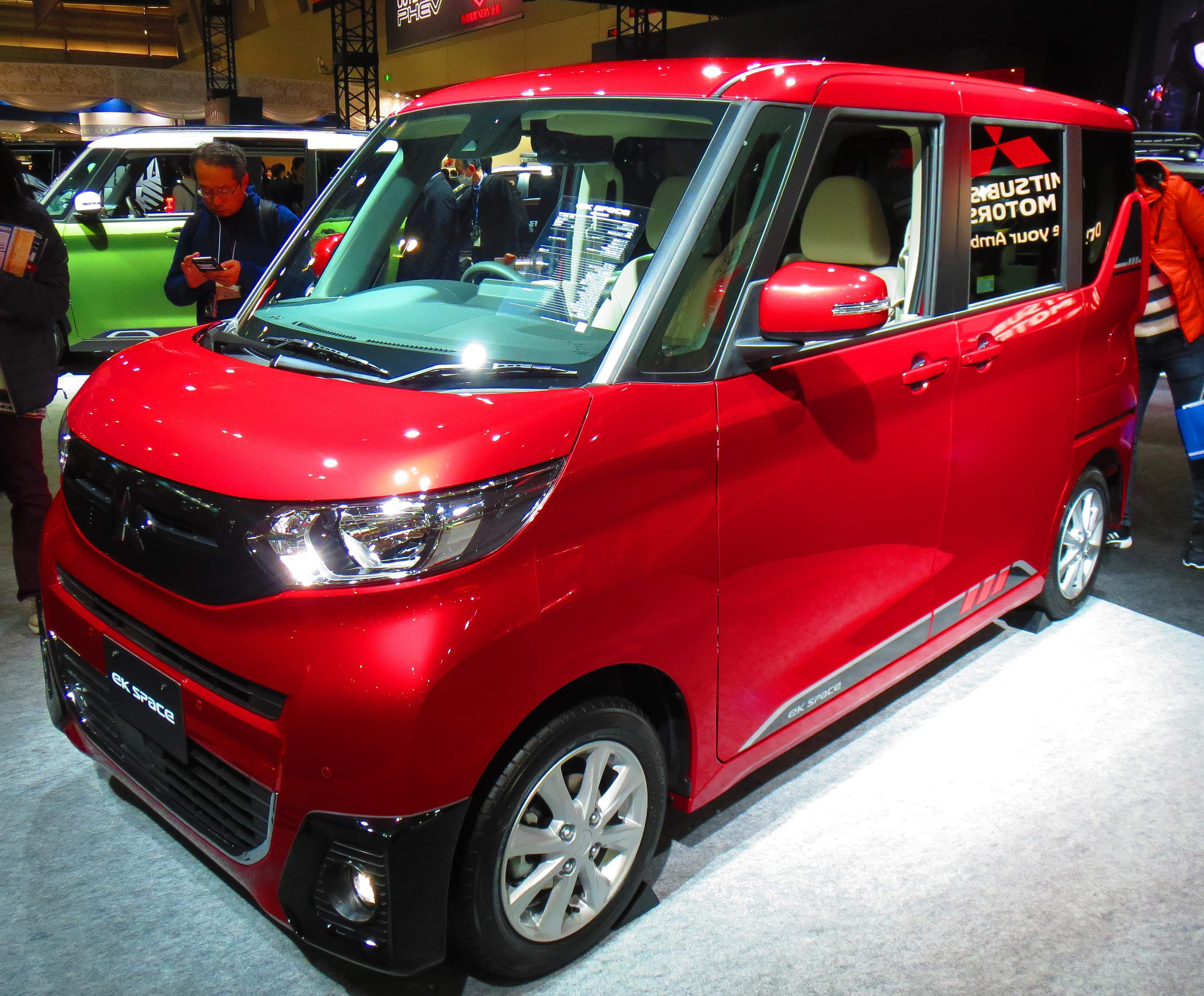
東京オートサロン2020出展車
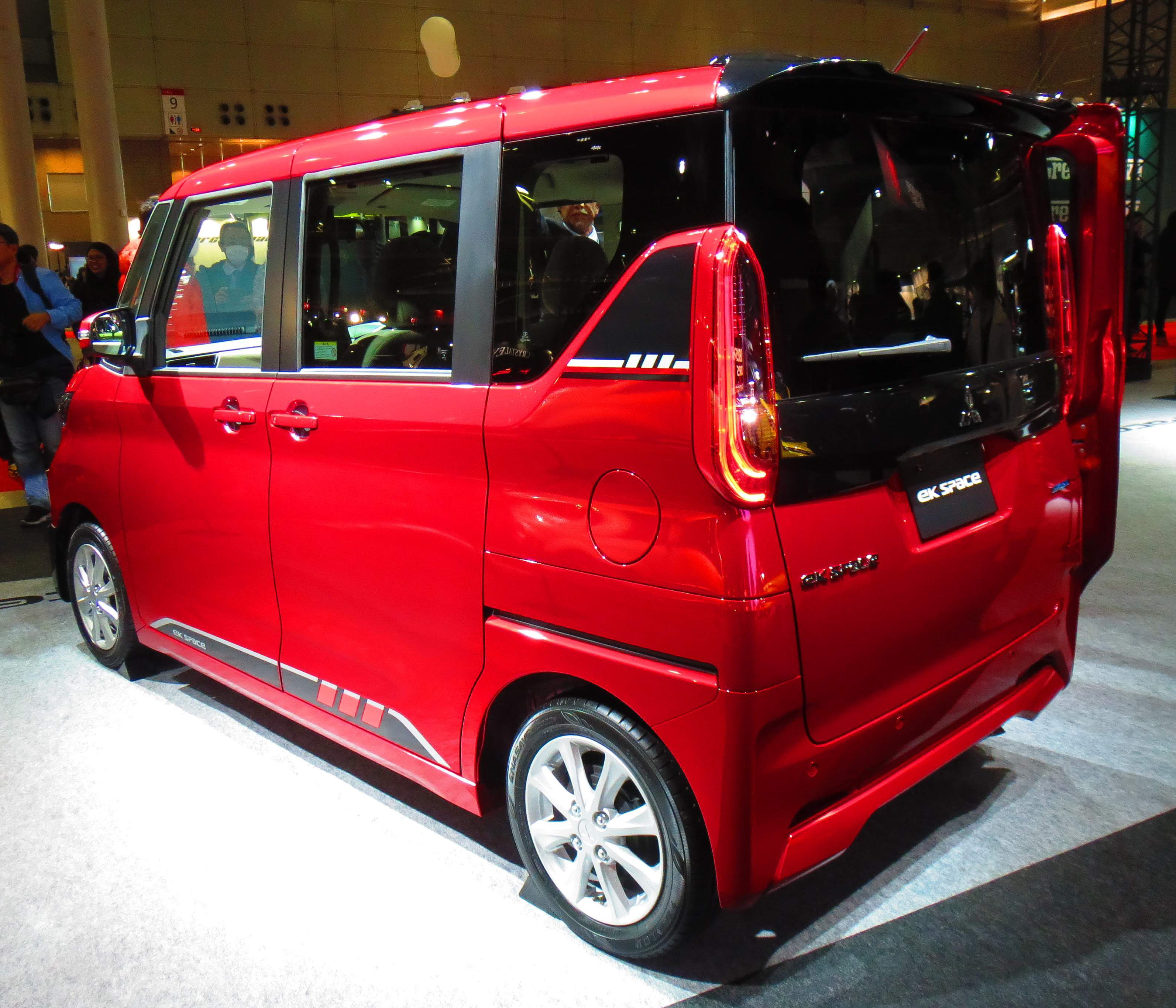
東京オートサロン2020出展車 リヤ
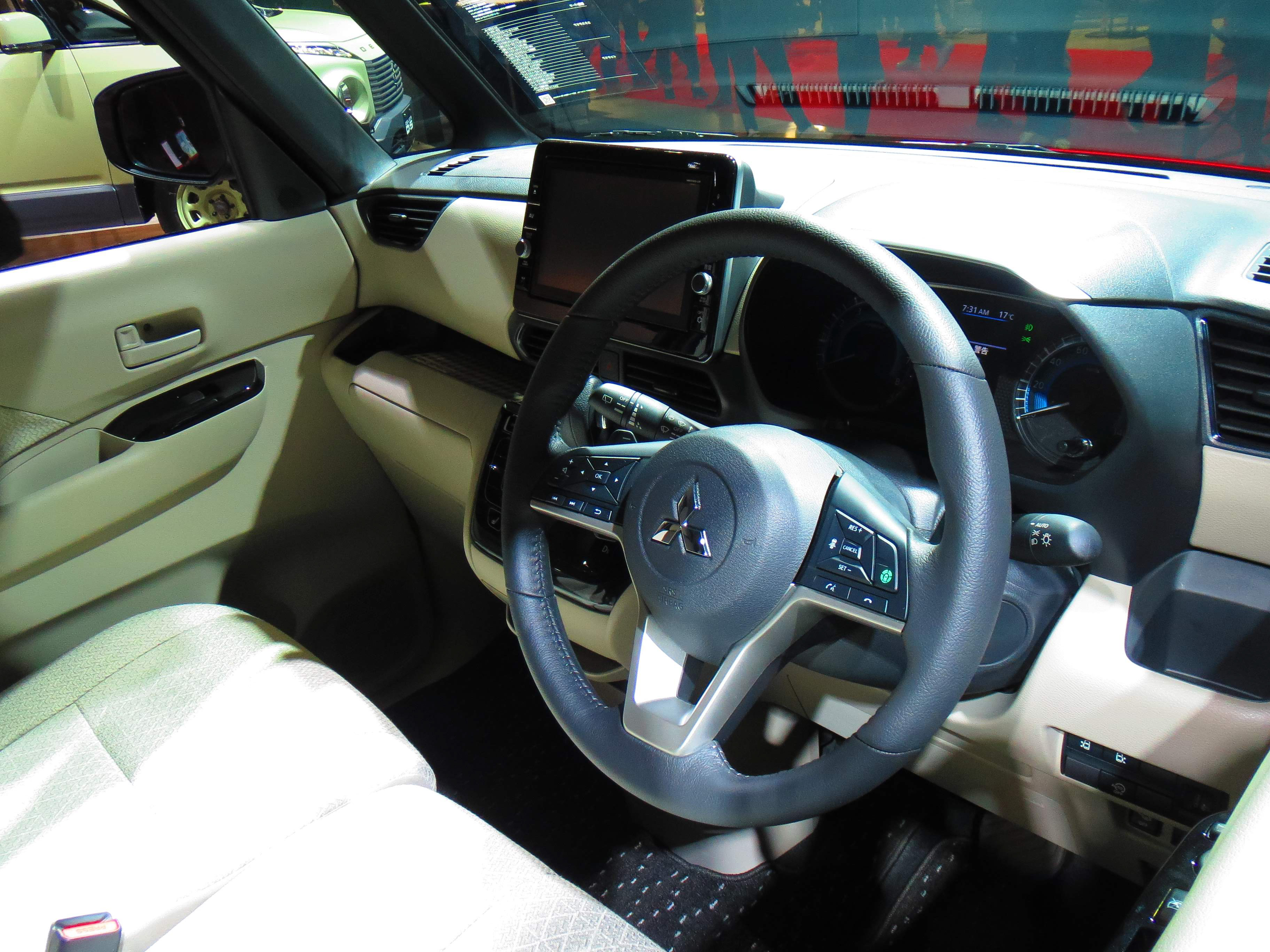
東京オートサロン2020出展車 車内
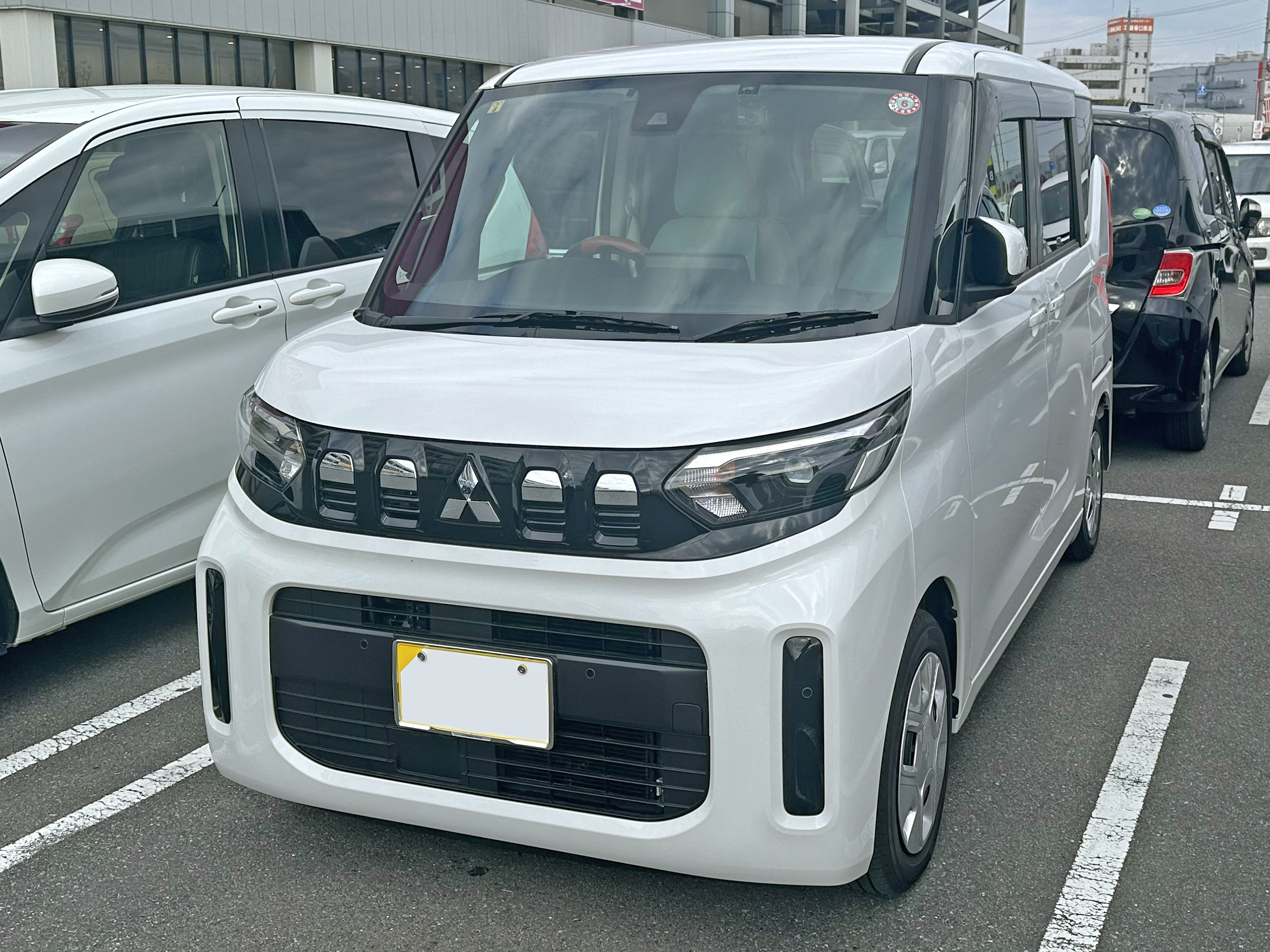
2023年5月改良型 G
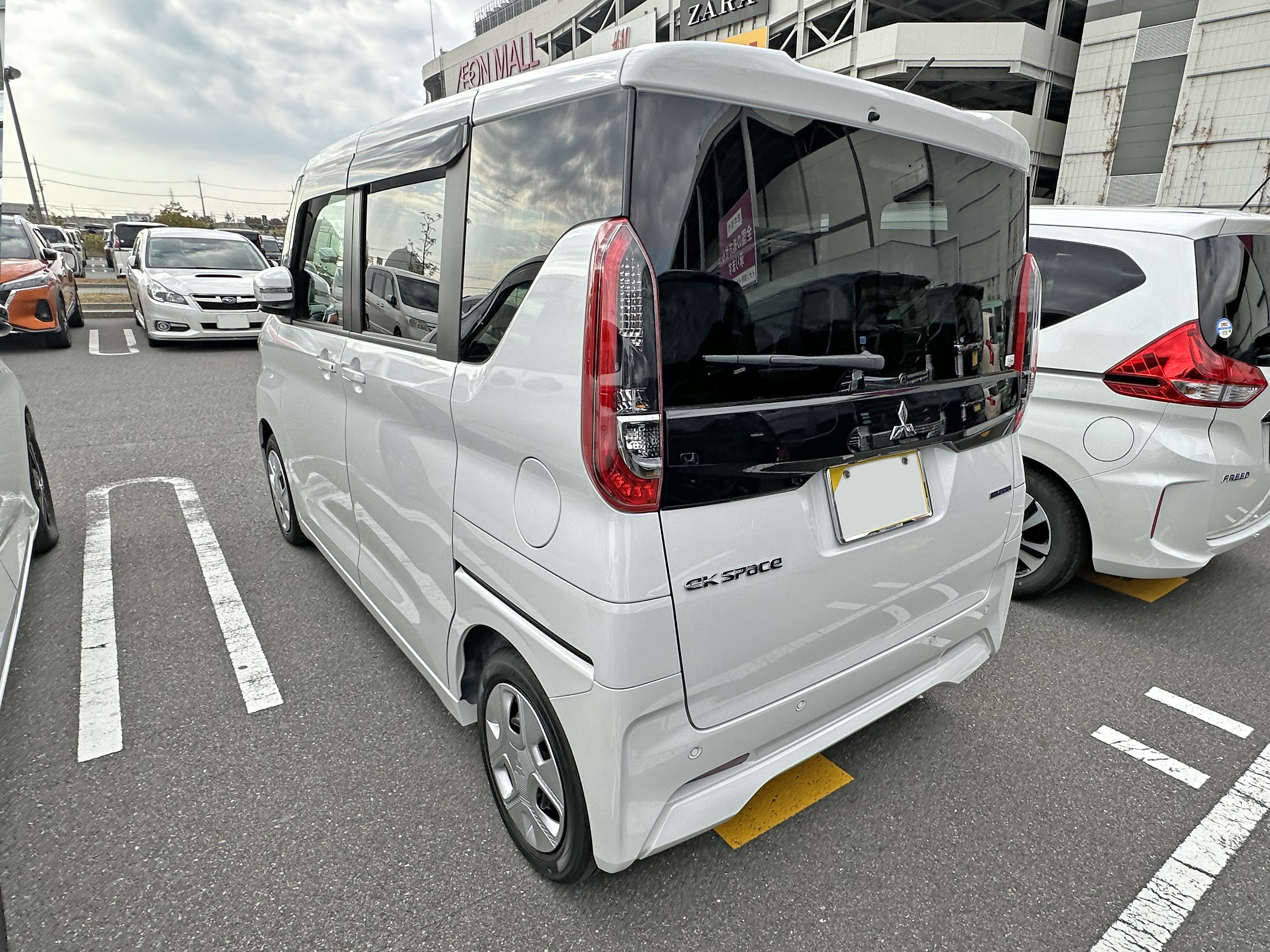
2023年5月改良型 G リヤ